# 福爾諾什
48°21′38″N 22°44′30″E / 48.36056°N 22.74167°E
福爾諾什（烏克蘭語：Форнош）是位於烏克蘭西部外喀爾巴阡州的穆卡切沃區的村莊，面積2.07平方公里，海拔高度127米，2001年人口1,455，人口密度每平方公里704.6人。